# Carex vulpinoidea
Carex vulpinoidea är en halvgräsart som beskrevs av André Michaux. Carex vulpinoidea ingår i släktet starrar, och familjen halvgräs. Inga underarter finns listade i Catalogue of Life.

## Bildgalleri

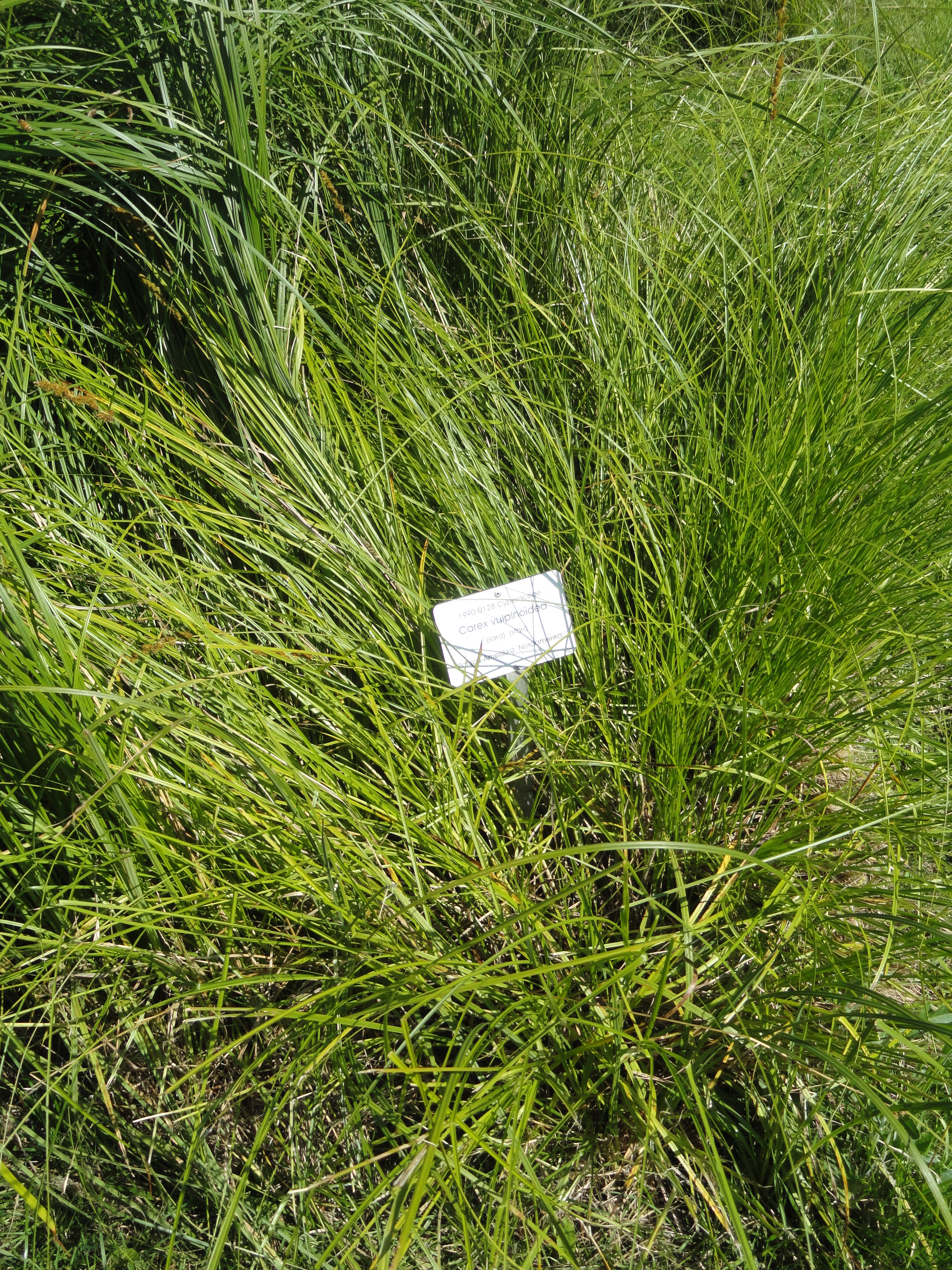
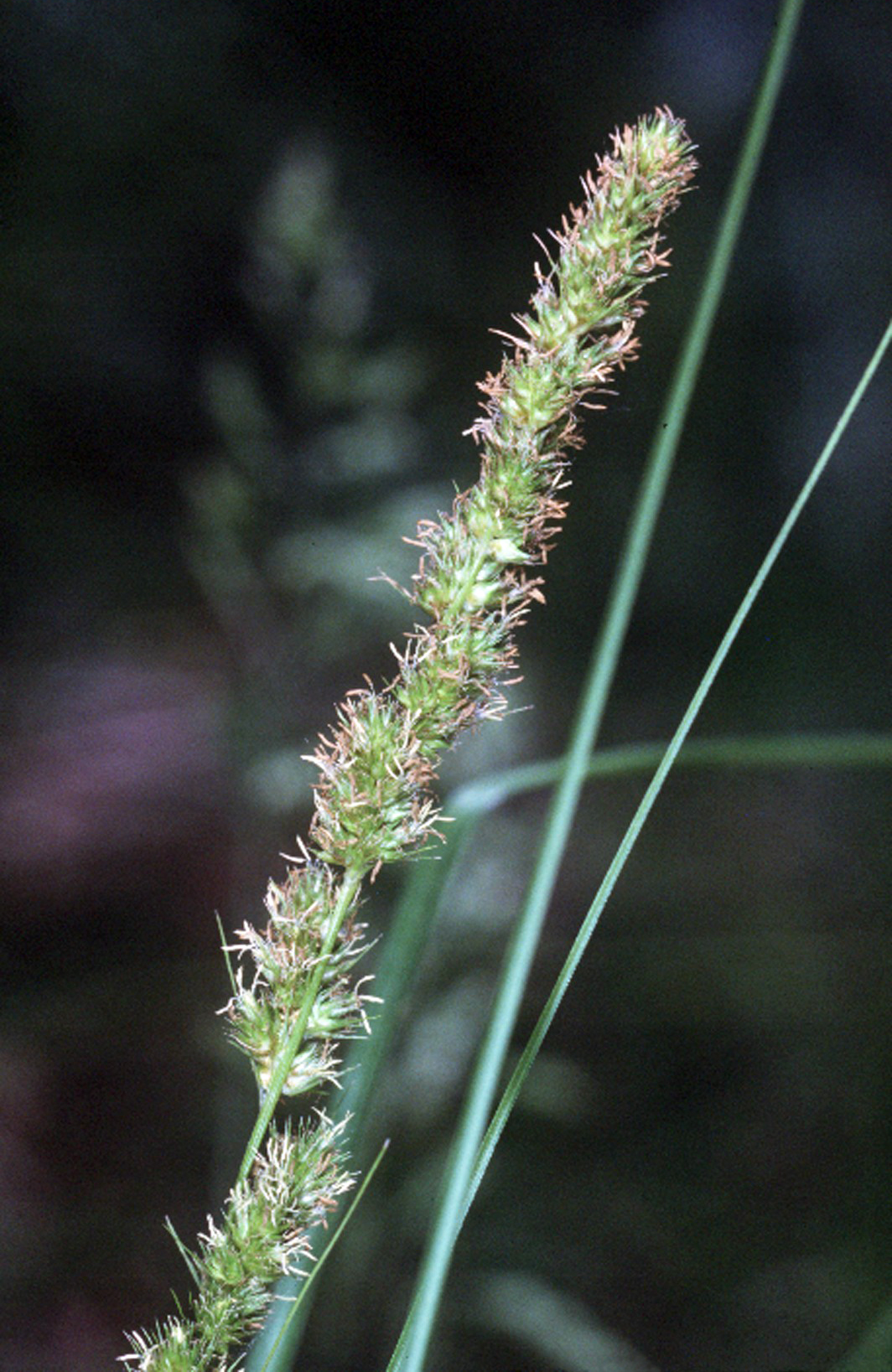
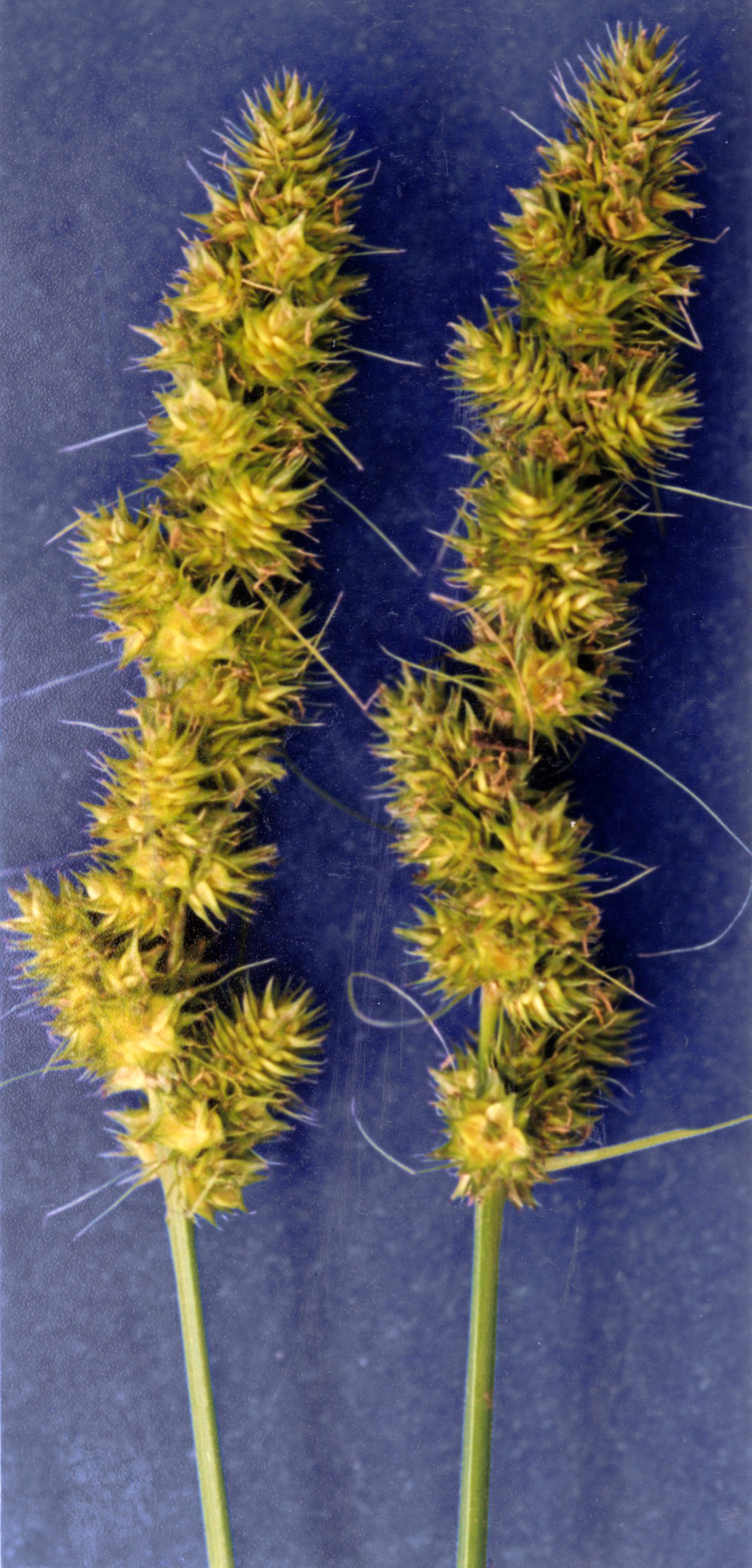
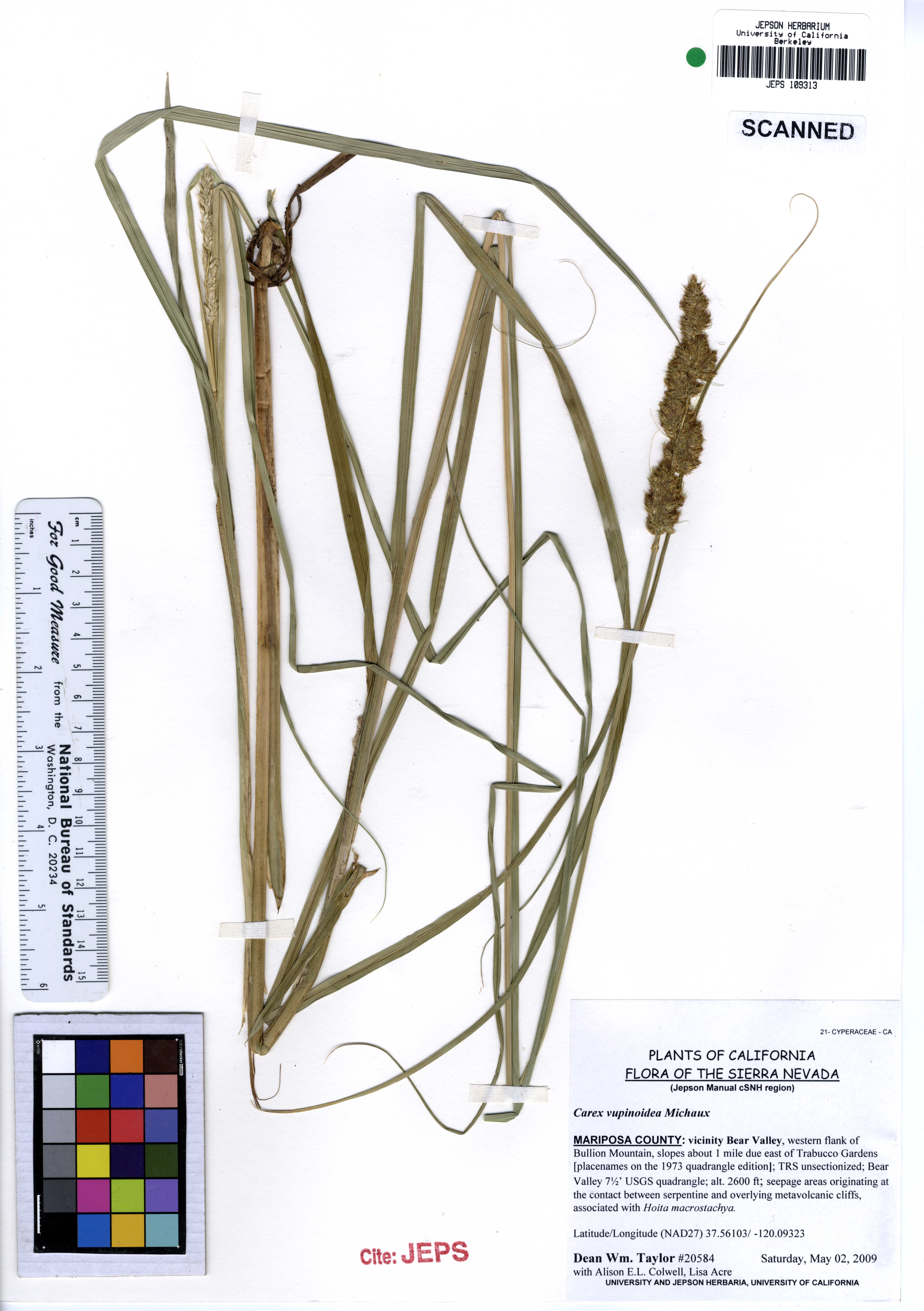